# Bernhard Jobin

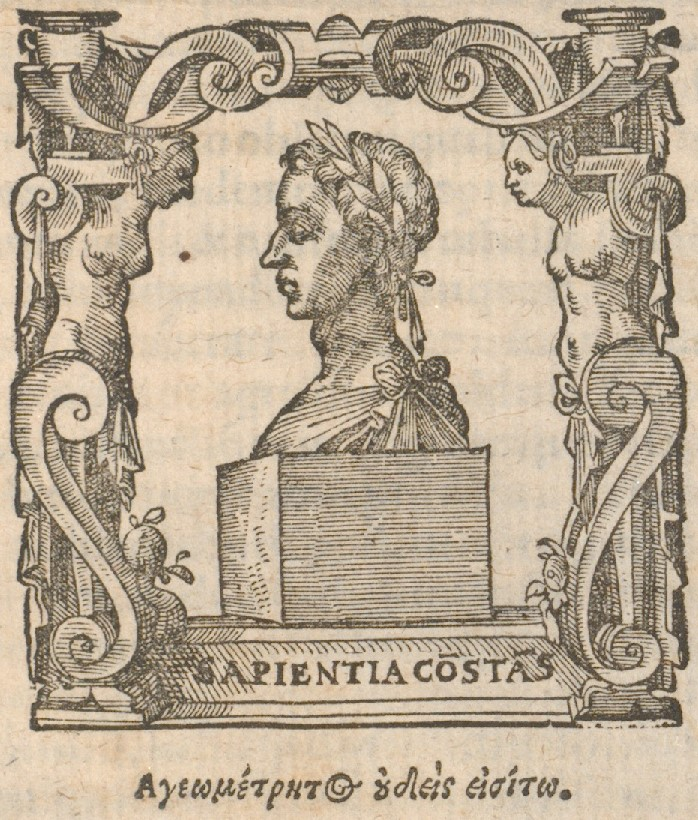
Druckerzeichen von Bernhard Jobin, 1588 (Zentralbibliothek Zürich)

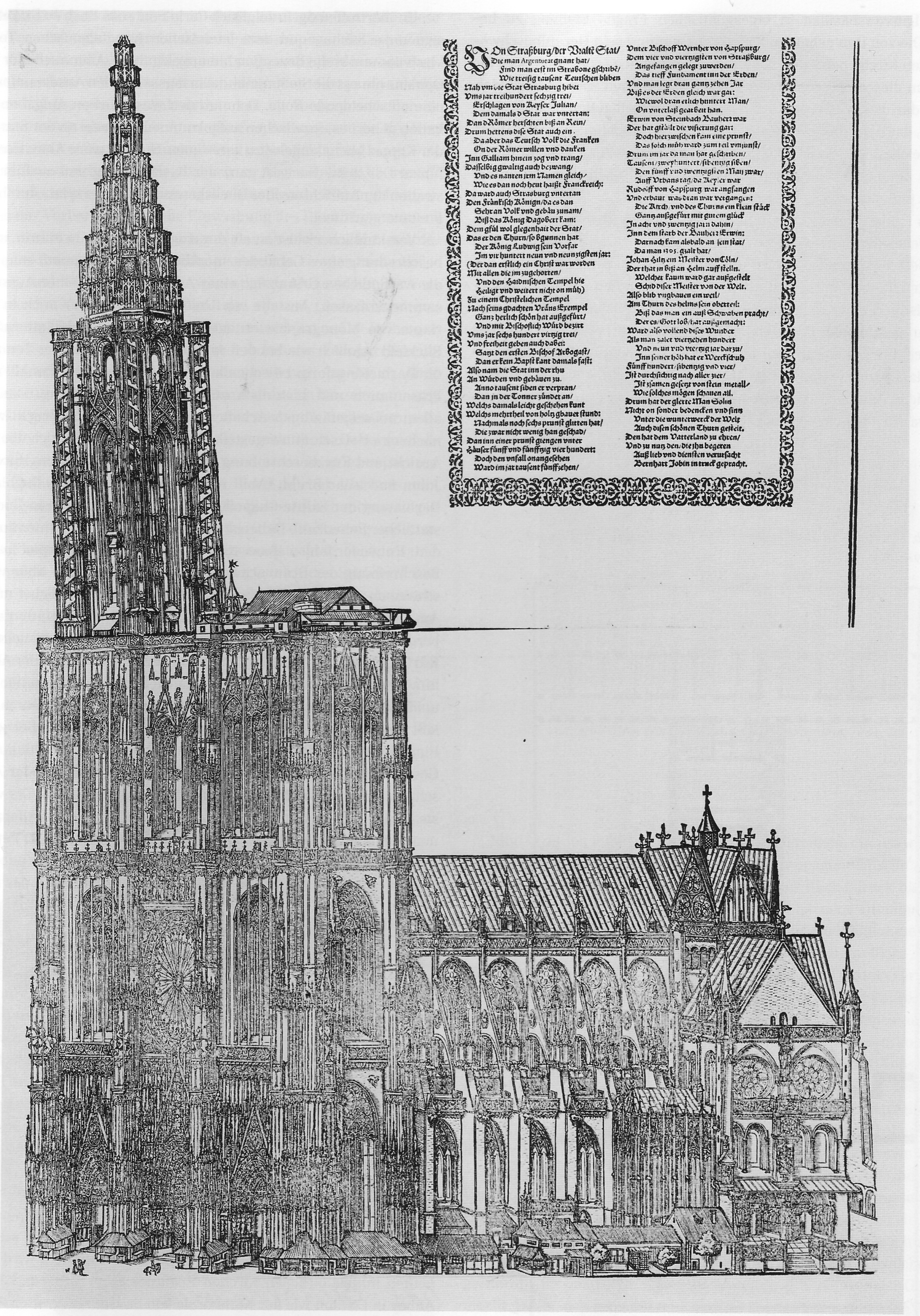
Straßburger Münster, Holzschnitt von Bernhard Jobin (1574)

Bernhard Jobin – auch Bernhart Jobin – (* vor 1545; † 1593) war ein deutscher Buchdrucker und Herausgeber. Er stammt möglicherweise aus Pruntrut im Schweizer Kanton Jura und erwarb 1560 als Formschneider und Mitglied der Buchdrucker-Zunft das Straßburger Bürgerrecht. Seine ersten Drucke erschienen 1566. Jobins Druckersignet zeigt eine Imperatorenbüste mit der Inschrift Sapientia constans. 1567 heiratete er Anna Fischart, die Schwester Johann Fischarts, dessen Werke er ab 1570 fast vollständig herausgab. Den Buchschmuck des Frontispiz ließ Jobin meist von Tobias Stimmer und gegen Ende der 1570er Jahre von Christoph Murer anfertigen. Jobin fügte seinen Druckerzeugnissen leicht als falsch erkennbare Druckorte bei und verwandte oftmals Pseudonyme.
Er verlegte wichtige Werke des Grobianismus, auch erste deutsche Übersetzungen von französischen und niederländischen Autoren, geistliche Liedsammlungen, (deutsche) Lautentabulaturen (1573 und 1574), juristische, historische und medizinische Werke. Unter den Autoren finden sich Paracelsus, Nikolaus Reusner, Arnaldus de Villanova, Nicodemus Frischlin, Georg Marius und François Rabelais. Neben Fischarts Werken erschienen bei Jobin auch Tobias Stimmers Kunstreiche Figuren biblischer Historien (1579) und Bernhard Hertzogs Chronicon Alsatiae (1592). Unzählige Einblattdrucke, Flugblätter und Holzschnitte sind Jobin zuzuordnen.
Nach seinem Tod 1593 (wahrscheinlich in Straßburg) übernahmen zunächst seine Erben, dann alleine sein Sohn Tobias Jobin die Druckerei. 1604 ging diese in den Besitz von Johann Carolus über.